# Ахомадегбе-Тометин, Жюстен
Жюстен Ахомадегбе-Тометен (фр. Justin Ahomadégbé-Tomêtin; 16 января 1917, Абомей, Французская Дагомея — 8 марта 2002, Котону, Бенин) — бенинский государственный деятель, председатель Президентского совета Дагомеи (1972).

## Биография
Являлся прямым потомком царей Абомея — города, где он родился. Окончил Французскую Западно-африканскую школу медицины в Дакаре. Непродолжительное время служил во французской армии, где получил звание сержанта. Затем продолжил карьеру, работая стоматологом в Порто-Ново.
Его общественно-политическая деятельность началась с вступления в Прогрессивный союз Дагомеи, в 1946 году стал учредителем Африканского народного блока и был избран в состав его Генерального совета. В 1955 году оба этих движения объединились в Демократический союз Дагомеи. С самого начала стал критиком французского господства и тесно работал с профсоюзами. При их поддержке в 1956 году был избран мэром города Абомей. В 1957 году вступил в Координационный комитет Африканского демократического объединения во главе с Феликсом Уфуэ-Буаньи. Активно участвовал в движении протеста после фальсификации выборов в 1959, в результате чего на пост главы правительства в качестве компромиссной фигуры был назначен Кутуку Мага, занявший после провозглашения независимости страны пост президента Республики Дагомея.
Выступил против попытки сформировать однопартийную систему на базе Патриотического фронта действия, способствовал возникновению очагов публичного недовольства этим решением. Затем убедил профсоюз начать забастовку против экономической политики президента Маги. Движение протеста оказалось настолько мощным, что для его подавление властям пришлось применить силу. Демократический союз Дагомеи стал главной оппозиционной силой в стране.
В мае 1962 года Ахомадегбе-Тометин и ещё 11 оппозиционных лидеров были обвинены в попытке покушения на президента. Несмотря на то что судебный процесс был организован существенно более демократично, чем в большинстве африканских стран того времени (было разрешено даже участие адвокатов из Парижа), политик был приговорён к пяти годам тюремного заключения. Однако в ноябре того же года президент Мага объявил о помиловании осуждённых за их примерное поведение в тюрьме и заявил о готовности помириться с бывшими противниками.
В 1964—1965 годах занимал пост премьер-министра Республики Дагомея. Путём интриг сумел оттеснить от власти президента Апити, взявшего курс на сотрудничество с Советским Союзом, однако на посту исполняющего обязанности президента страны продержался лишь два дня. Был отстранен генералом Кристофом Согло.
После событий, связанных со смещением президента Эмиля Зинсу, в марте 1970 года состоялись президентские выборы, проходившие в атмосфере запугивания и фальсификации. Большинство их участников, включая Ахомадегбе-Тометина, не признали их результата, однако были вынуждены пойти на компромисс, чтобы предотвратить угрозу гражданской войны. В итоге был сформирован президентский совет, состоявший из Маги, Ахомадегбе-Тометена и Суру-Миганом Апити. Каждый из членов совета контролировал определённых министров. Несмотря на успехи экономической политики, в стране проходили молодёжные волнения, связанные с запрещением радикальной организации UGEED, также было высоко недовольство среди военных, был предпринят ряд попыток государственного переворота.
В 1972 году политик становится председателем Президентского совета Дагомеи. Однако очередная попытка военного переворота в октябре того же года во главе с майором Матьё Кереку оказалась успешной. Лидер повстанцев назвал правящий триумвират «настоящим чудовищем», которое проявило «непростительную некомпетентность», его члены были схвачены и провели более девяти лет в тюрьме, пока не были освобождены президентом Кереку в 1981 году.
В 1991 году политик был избран в парламент Бенина от Национального объединения за демократию и оставался депутатом до 1995 года. До своей смерти он возглавлял Демократический союз Дагомеи.